# Kamal Hasán Alí
Kamal Hasán Alí (en árabe: كمال حسن على‎; El Cairo, 18 de septiembre de 1921-ibídem, 27 de marzo de 1993) fue un militar y político egipcio, que se desempeñó como primer ministro de la República Árabe de Egipto entre 1984 y 1985.

## Biografía
Nació en El Cairo el 18 de septiembre de 1921. Asistió a la escuela de medicina, pero no la terminó y se unió a la academia militar. Fue comisionado como oficial de ingeniería de combate en 1942, y sirvió como zapador y comandante pionero del ejército británico durante la Segunda Guerra Mundial.
Estuvo involucrado en la guerra árabe-israelí de 1948 y fue ingeniero en jefe en la guerra de Yom Kippur. Entre 1973 y 1975, fue comandante de la Zona Militar Central. Fue jefe del Servicio de Inteligencia de Egipto desde 1975 hasta 1978.
Tras ello, se desempeñó como ministro de Defensa y Producción Militar bajo el presidente Anwar el-Sadat. También desempeñó un papel en las negociaciones de paz entre Egipto e Israel, lo que resultó en un tratado en 1979. De 1980 a 1984, fue vice primer ministro y ministro de Asuntos Exteriores.
Fue Primer Ministro de Egipto del 17 de julio de 1984 al 4 de septiembre de 1985. Luego se convirtió en el presidente del Egyptian Gulf Bank en 1986. Fue jefe de la Dirección de Inteligencia General de 1986 a 1989.
Falleció en El Cairo el 27 de marzo de 1993 a los 71 años y fue enterrado con un funeral militar.